# Junkers A 25
Das Flugzeug Junkers A 25 ist lediglich eine anders motorisierte Variante des Typs A 20.

## Geschichte
Nachdem im Jahre 1924 der Reihenmotor Junkers L 2 mit 169 kW und dann im Jahre 1925 der Junkers L 2a mit 195 kW zur Verfügung standen, erfolgte bei einigen A 20 der Umbau auf den neuen Motor. Diese Flugzeuge wurden fortan von Junkers als Typ A 25 geführt.
Die sonstigen Abmessungen und Eigenschaften blieben erhalten. Lediglich die Höchstgeschwindigkeit erhöhte sich auf ca. 190 km/h. Mit einer A 25 führte Junkers-Chefpilot Wilhelm Zimmermann am 5. Juli 1924 erstmals einen Postbeförderungsflug von Berlin nach Angora durch, wobei der L-2-Motor gleichzeitig auf einer Langstrecke getestet wurde. Weitere A 20 wurden ab 1925/1926 auf den A-25-Standard umgerüstet.

## Technische Daten
| Kenngröße       | Daten                                     |
| --------------- | ----------------------------------------- |
| Besatzung       | 1                                         |
| Passagiere      | 1                                         |
| Spannweite      | 15,35 m                                   |
| Länge           | 8,35 m                                    |
| Höhe            | 3,00 m                                    |
| Flügelfläche    | 28,50 m²                                  |
| Flügelstreckung | 8,3                                       |
| Antrieb         | ein Sechszylinder-Reihenmotor Junkers L 2 |
| Nennleistung    | 230 PS (169 kW) bei 1550/min              |